# Гайд-Е-Вей-Лейк (Міссісіпі)
Гайд-Е-Вей-Лейк (англ. Hide-A-Way Lake) — переписна місцевість (CDP) в США, в окрузі Перл-Рівер штату Міссісіпі. Населення — 2065 осіб (2020).

## Географія
Гайд-Е-Вей-Лейк розташований за координатами 30°34′42″ пн. ш. 89°38′20″ зх. д. / 30.57833° пн. ш. 89.63889° зх. д. (30.578340, -89.638869).  За даними Бюро перепису населення США в 2010 році переписна місцевість мала площу 4,73 км², з яких 3,96 км² — суходіл та 0,76 км² — водойми.

## Демографія
Згідно з переписом 2010 року, у переписній місцевості мешкало 1859 осіб у 787 домогосподарствах у складі 581 родини. Густота населення становила 393 особи/км².  Було 914 помешкання (193/км²).
Расовий склад населення:
| - 96,6 % — білих - 1,2 % — чорних або афроамериканців - 0,2 % — корінних американців - 0,2 % — азіатів |

До двох чи більше рас належало 1,3 %. Частка іспаномовних становила 3,4 % від усіх жителів.
За віковим діапазоном населення розподілялося таким чином: 18,7 % — особи молодші 18 років, 53,8 % — особи у віці 18—64 років, 27,5 % — особи у віці 65 років та старші. Медіана віку мешканця становила 50,2 року. На 100 осіб жіночої статі у переписній місцевості припадало 90,3 чоловіків;  на 100 жінок у віці від 18 років та старших — 87,0 чоловіків також старших 18 років.
Середній дохід на одне домашнє господарство  становив 76 100 доларів США (медіана — 60 625), а середній дохід на одну сім'ю — 76 984 долари (медіана — 66 417). 
Цивільне працевлаштоване населення становило 623 особи. Основні галузі зайнятості: освіта, охорона здоров'я та соціальна допомога — 32,4 %, транспорт — 15,2 %, науковці, спеціалісти, менеджери — 15,2 %.